# سرعوفاوات
السرعوفيات أو السرعوفاوات (الاسم العلمي: Mantinae) هي أسرة من الحشرات تتبع فصيلة السراعيف المصلية من رتبة السرعوفيات.

## قبائل السرعوفاوات
- السرعوفاوية
  - السرعوف المصلي